# Cygnus X-3
Cygnus X-3 är en röntgendubbelstjärna med hög massa (HMXB) i mellersta delen av stjärnbilden Svanen. Den har en skenbar magnitud av ca 15,3 (J) och kräver ett kraftfullt teleskop med kamera för att kunna observeras. Den beräknas statistiskt befinna sig på ett avstånd av 7 400 ± 1 100 parsec från solen. Den rör sig bort från solen med en heliocentrisk radialhastighet av ca 200 km/s.
Cygnus X-3 är en av de starkare binära röntgenkällorna på himlen. Den anses ofta vara en mikrokvasar och den tros vara ett kompakt objekt i ett binärt system som drar in en gasström från en vanlig följeslagare. Den är en av endast två kända HMXB som innehåller en Wolf-Rayet-stjärna. Den är visuellt osynlig, men kan observeras vid radio-, infraröd-, röntgen- och gammastrålningsvåglängder.

## Observation

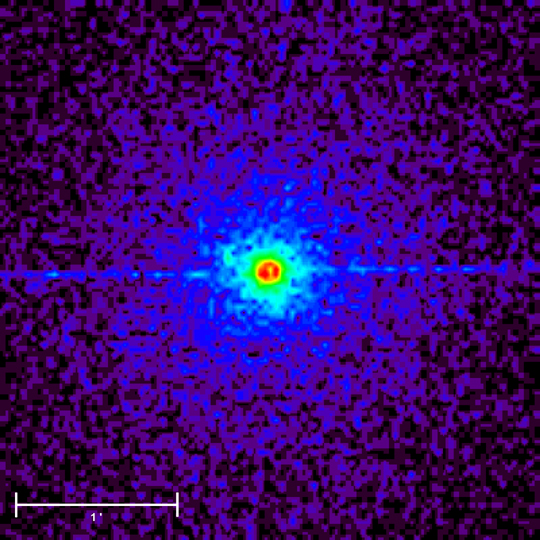
Cygnus X3 och dess röntgenhalo

Cygnus X-3 är en framträdande röntgenkälla, med mjuk och hård röntgenstrålning som båda varierar i intensitet. Perioder där de hårda röntgenstrålarna har lägsta intensitet kallas mjuka tillstånd. Den ligger mindre än en halv grad från en gammastrålningspulsar, men är i sig en svag gammastrålningskälla. Den visar också periodisk gammastrålning, som tydligen alla inträffar under det mjuka tillståndet.
Den kan ej observeras vid visuella våglängder på grund av extrem fördunkling i det galaktiska planet. Däremot finns det en infraröd punktkälla vid dess position. Cygnus X-3 är också notervärd som den enda mikrokvasaren som är säkert detekterad med högenergigammastrålning i intervallet >100 MeV.
På grund av variationerna i emission vid olika våglängder har Cygnus X-3 fått variabelbeteckningen V1521 Cygni.

## Utbrott
Cygnus X-3 är anmärkningsvärd för dess intensiva röntgenstrålning, men den är också anmärkningsvärd för dess gammastrålning och radiosignaler under vilka den blir den starkaste radiokällan i Vintergatan. Gammastrålningsutbrotten uppstår tydligen under den tysta radioperioden före en större radiosignal.
Under de gigantiska radioemissionerna har en relativistisk jetstråle utlösts inom cirka 14° från att ha riktats direkt mot jorden.

## Binärt system
Cygnus X-3 visar konsekventa variationer över alla våglängder med en 4,8 timmars period. Naturen hos det infraröda spektrumet och röntgenstrålningen tolkas som ett binärt system som innehåller en Wolf-Rayet-stjärna (WR) och ett kompakt objekt. Variationerna på 4,8 timmar har tolkats som förmörkelser, men detta anses vara osannolikt eftersom det inte finns väldefinierade periodiska fall i ljusstyrkan.
Banan för dubbelstjärnan är inte känd exakt, förutom perioden. Därför är komponenternas massor inte exakt kända. Omloppsanalys tyder på att det kompakta objektets massa är mindre än 5 solmassor, troligen runt 2 solmassor. Det kan möjligen vara en neutronstjärna men är mer sannolikt ett svart hål. Kombinationen av en WR-stjärna och ett svart hål skulle vara det enda kända exemplet.
Även om kombinationen av WR-stjärna och kompakt objekt skulle vara unik, kommer WR-komponenten själv nästan säkert att bli ett svart hål mycket snabbt sett med astronomiska tidsskalor. En supernova eller möjlig direkt kollaps till ett svart hål förväntas inom en miljon år. Men modellering av Cygnus X-3-systemet tyder på att det är mest troligt att binären kommer att störas av någon supernovahändelse.
De kosmiska strålningen från Cygnus X-3 hade tidigare lett till exotiska förslag som en stjärna gjord av kvarkar, men förklaras nu vara producerad i den relativistiska jetstrålen. Förklaringen till det ovanliga förhållandet mellan röntgenstrålning och gammastrålning och utbrott av radiostrålning är att de kompakta objekten producerar jetstrålar längs dess rotationsaxel, inom den täta vinden från WR-stjärnan. Dessa strålar evakuerar en kokong i stjärnvinden när de går in i det hårda tillståndet och släcks sedan av vinden när de går in i det mjuka tillståndet. Flares produceras under övergången till det hårda tillståndet när strålningen interagerar med den täta vinden.

## Avstånd
Cygnus X-3 ligger i riktning mot Cygnus OB2-föreningen i Cygnus X-komplexet, även om den är mycket längre bort. Dess avstånd kan uppskattas i förhållande till Cygnus OB2 genom att studera den röntgenhalo som produceras av stoft mellan oss och Cygnus X-3. Avståndet till Cygnus OB2 är inte känt exakt, men denna metod ger möjliga avstånd till Cygnus X-3 på 3 400 eller 9 300 parsec.
Det finns en liten röntgenkälla 16 bågsekunder från Cygnus X-3 som varierar med samma period med en fasfördröjning på cirka 2,7 timmar. Detta tros vara en Bok-kula på ungefär samma avstånd som Cygnus X-3. Med användning av molekylär linjeemission från detta objekt har två möjliga avstånd befunnits vara 6 100 ± 600 och 7 800 ± 600 parsec. Ett statistiskt medelvärde är 7 400 ± 1 100 parsec.